# Conrad Ier de La Tour-Châtillon de Zurlauben
Pour les articles homonymes, voir Conrad Ier et Zurlauben.
Conrad Ier de la Tour-Châtillon de Zurlauben, second fils d'Antoine Ier, fit ses premières armes en Italie, d'abord au service du pape Jules II, ensuite à celui du roi François Ier. Comme son père et son frère aîné, Oswald Ier, il se distingua à la bataille de Kappel 1531, et mourut à Zug en 1565. Son fils Michel, capitaine dans les gardes suisses du roi Charles IX, fut tué en 1573 au siège de la Rochelle, laissant après lui Conrad II, qui servit également en France, et Gérold, qui fut trésorier général du canton de Zug. Jean-Baptiste, son fils, mourut à Zug en 1644, sans héritier, et en lui s'éteignit cette branche.

## Zurlauben
Zurlauben est une famille de magistrats de la ville de Zoug. Son origine valaisanne n'est pas contestée, mais on n'a jamais pu prouver l'hypothèse voulant qu'elle descende des barons de la Tour-Châtillon. Elle eut une influence prédominante dans la ville et bailliage de Zoug au XVIIe et dans le premier tiers du XVIIIe s. En France, ses membres atteignirent de très hauts grades dans l'armée et reçurent le rang de comte. A Zoug, ils détenaient la ferme du sel et furent chargés jusqu'en 1728 de répartir les pensions françaises, qui se montaient à 7000 livres par an. Les conflits surgis dans ces deux domaines, joints à des querelles familiales internes, conduisirent à la première affaire des Durs et des Doux (Harten- und Lindenhandel), qui fit perdre aux Z. leur pouvoir politique en 1729.
Les ancêtres de la famille sont Hans (apr. 1450), dit Ziegler (le tuilier), et Agnes Schreiber. Leur fils Anton (1439-1516) devint bourgeois de Zurich en 1477, mais s'installa l'année suivante, comme tuilier de la ville, à Zoug, où il fut reçu bourgeois en 1488. La famille accéda avec son fils Oswald (1477-1549) au Conseil de la ville et bailliage de Zoug (1538) et à la charge de vice-amman (1543), puis à celle d'amman en 1587 avec Beat, neveu d'Oswald.
(Extrait du Dictionnaire Historique de la Suisse 2014)